# 208-я стрелковая дивизия (2-го формирования)
Не следует путать с 208-й стрелковой дивизией 1-го формирования
208-я стрелковая Кенигсбергская Краснознамённая дивизия (208-я сд) — формирование (соединение, стрелковая дивизия) РККА (ВС СССР) во время Великой Отечественной войны.

## История формирования

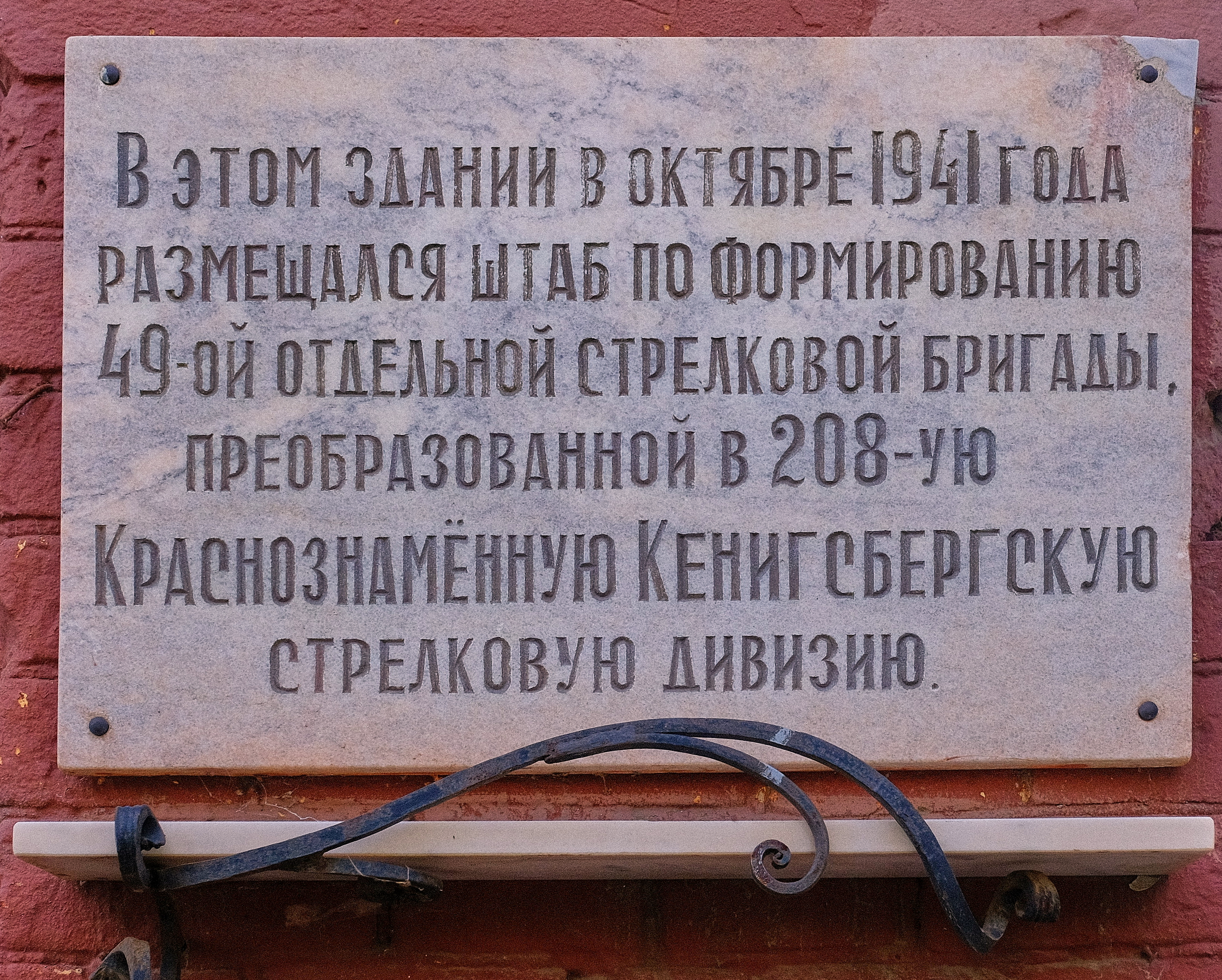
Памятная доска в Глазове

208-я стрелковая дивизия (2-го формирования) сформирована на основании приказа войскам 5-й армии Западного фронта № 0163 от 2 июня 1943 года из 35-й и 49-й отдельных стрелковых бригад.
Формирование дивизии проходило с 4 по 15 июня 1943 года в районе деревни Афонино Семлёвского района Смоленской области по штатам № 04/550 — 04/558, 014/96-6 и 04/16.
Зимой 1945/46 дивизия в составе 124-го СК вошла в Закавказский военный округ, прибыла в Хасавюрт, где весной 1946 была расформирована.

## Участие в боевых действиях
Период вхождения в действующую армию: 16 июня 1942 года — 9 мая 1945 года.
С момента формирования и до 4 августа дивизия находилась в обороне на участке Подмошье, Мердтищево, Немерзь, Городок Смоленской области в составе 5-й армии.
С 18 по 21 июля подразделения частей дивизии вели бой за овладение безымянной высотой, что 1,5 км южнее Мертищево и овладели ей, что дало возможность вынести передний край на 1 — 1,5 км вперед. Ночными действиями 4 — 5 августа дивизия овладела населёнными пунктами Лепёшки, Мертищево, уничтожила находящиеся в них боевые охранения, чем подготовила плацдарм для наступления. 6 августа части дивизии перешли в наступление в полосе Петрикино, Мертищево и в течение 7 дней прорвали передний край противника и углубились на 3 км. 12 августа дивизия была переведена на левый фланг армии в район восточнее Немерзь. 20 и 21 августа части дивизии вели бой за овладение деревни Курвость, после чего дивизия была выведена в резерв командующего 5-й армией.
23 августа 1943 года дивизия перешла в состав 10-й гвардейской армии.

## Состав
- 435-й стрелковый полк
- 578-й стрелковый полк
- 760-й стрелковый полк
- 662-й артиллерийский полк
- 36-й отдельный истребительно-противотанковый дивизион
- 277-я разведывательная рота
- 376-й сапёрный батальон
- 594-й отдельный батальон связи (98-я отдельная рота связи)
- 367-й медико-санитарный батальон
- 196-я отдельная рота химзащиты
- 516-я автотранспортная рота
- 358-я полевая хлебопекарня
- 835-й дивизионный ветеринарный лазарет
- 1536-я полевая почтовая станция
- 1638-я полевая касса Госбанка[2]

## Подчинение
| На дату         | Фронт                   | Армия                  | Корпус                             |
| --------------- | ----------------------- | ---------------------- | ---------------------------------- |
| 02.07.1943 года | Западный фронт          | 5-я армия              | -                                  |
| 01.08.1943 года | Западный фронт          | 5-я армия              | -                                  |
| 01.09.1943 года | Западный фронт          | 10-я гвардейская армия | -                                  |
| 01.10.1943 года | Западный фронт          | 10-я гвардейская армия | 7-й гвардейский стрелковый корпус  |
| 01.11.1943 года | Западный фронт          | 10-я гвардейская армия | 7-й гвардейский стрелковый корпус  |
| 01.12.1943 года | Западный фронт          | 10-я гвардейская армия | -                                  |
| 01.01.1944 года | 2-й Прибалтийский фронт | 10-я гвардейская армия | 7-й гвардейский стрелковый корпус  |
| 01.02.1944 года | 2-й Прибалтийский фронт | 1-я ударная армия      | -                                  |
| 01.03.1944 года | 2-й Прибалтийский фронт | 1-я ударная армия      | -                                  |
| 01.04.1944 года | 2-й Прибалтийский фронт | 1-я ударная армия      | 14-й гвардейский стрелковый корпус |
| 01.05.1944 года | 2-й Прибалтийский фронт | 1-я ударная армия      | 90-й стрелковый корпус             |
| 01.06.1944 года | 2-й Прибалтийский фронт | 1-я ударная армия      | 90-й стрелковый корпус             |
| 01.07.1944 года | 2-й Прибалтийский фронт | 1-я ударная армия      | 90-й стрелковый корпус             |
| 01.08.1944 года | 2-й Прибалтийский фронт | 22-я армия             | 130-й стрелковый корпус            |
| 01.09.1944 года | 2-й Прибалтийский фронт | 22-я армия             | 90-й стрелковый корпус             |
| 01.10.1944 года | 1-й Прибалтийский фронт | 43-я армия             | 90-й стрелковый корпус             |
| 01.11.1944 года | 1-й Прибалтийский фронт | 43-я армия             | 90-й стрелковый корпус             |
| 01.12.1944 года | 1-й Прибалтийский фронт | фронтового подчинения  | -                                  |
| 01.01.1945 года | 2-й Белорусский фронт   | 49-я армия             | -                                  |
| 01.02.1945 года | 2-й Белорусский фронт   | фронтового подчинения  | -                                  |
| 01.03.1945 года | 3-й Белорусский фронт   | 3-я армия              | 124-й стрелковый корпус            |
| 01.04.1945 года | 3-й Белорусский фронт   | фронтового подчинения  | 124-й стрелковый корпус            |
| 01.05.1945 года | 3-й Белорусский фронт   | 50-я армия             | 124-й стрелковый корпус            |

## Командование

### Командиры
- Сувырин, Николай Акимович (02.06.1943—21.07.1943), полковник
- Дулов, Дмитрий Арсентьевич (21.07.1943—20.01.1944), полковник
- Чесноков, Василий Константинович (21.01.1944—08.05.1944), полковник
- Шуньков, Александр Варфоломеевич (09.05.1944—15.09.1944), полковник
- Спасюк, Александр Гаврилович (16.09.1944—10.10.1944), полковник
- Цветков, Родион Васильевич (11.10.1944—??.03.1946), полковник

### Заместители командира
- Цветков, Родион Васильевич (15.07.1943 — 10.10.1944), полковник

## Отличившиеся воины
| Награда | Ф. И.О                        | Должность                                                                     | Звание            | Дата награждения | Примечания |
| ------- | ----------------------------- | ----------------------------------------------------------------------------- | ----------------- | ---------------- | ---------- |
|         | Берёзкин Михаил Яковлевич     | командир отделения 435-го стрелкового полка                                   | старший сержант   | 29.06.1945       |            |
|         | Беспалов Александр Иванович   | комсорг батальона 578-го стрелкового полка                                    | младший лейтенант | 29.06.1945       |            |
|         | Бильданов Абдулла Бильданович | парторг 2-го стрелкового батальона 435-го стрелкового полка                   | старшина          | 24.03.1945       |            |
|         | Коровин Артём Иванович        | помощник командира стрелкового взвода 1-го батальона 760-го стрелкового полка | сержант           | 24.03.1945       |            |

## Награды
- 5 апреля 1945 года —  Орден Красного Знамени — награждена указом Президиума Верховного Совета СССР от 5 апреля 1945 года за образцовое выполнение заданий командования в боях с немецкими захватчиками при овладении городами Вилленберг, Ортельсбург, Морунген, Заафельд и Фрайштадт и проявленные при этом доблесть и мужество.[3]
- 17 мая 1945 года — почетное наименование «Кёнигсбергская» — присвоено приказом Верховного Главнокомандующего № 084 от 17 мая 1945 года за образцовое выполнение заданий командования в боях с фашистскими захватчиками при овладении городом и крепостью Кенигсберг и проявленные при этом доблесть и мужество.